# Dalea transiens
Dalea transiens är en ärtväxtart som beskrevs av Rupert Charles Barneby. Dalea transiens ingår i släktet Dalea, och familjen ärtväxter. Inga underarter finns listade i Catalogue of Life.